# Anthony Nelson
Anthony Nelson (Urbandale, Iowa, 4 de marzo de 1997) es un jugador profesional estadounidense de fútbol americano que se desempeña en la posición de linebacker en Tampa Bay Buccaneers, equipo de la National Football League (NFL).

## Carrera
Fue seleccionado en la cuarta ronda en la Reunión Anual de Selección de Jugadores de la NFL de 2019. Hizo su debut profesional con el equipo Tampa Bay Buccaneers, donde lleva jugando cinco temporadas.